# Miguel Pizarro
Miguel Pizarro (Córdoba, Veracruz, 8 de agosto de 1960) es un actor mexicano.

## Biografía
Hijo de padre español y madre mexicana, tiene tres hermanos. A los siete años se fue a España junto a su familia por el trabajo de su padre. A los doce años perdió a su madre tras una larga enfermedad. Pasó toda su infancia y adolescencia en aquel país, en lugares como Pontevedra (Galicia), Madrid y Oviedo (Asturias). En su etapa final escolar entró a talleres de teatro en su escuela. Al regresar empezó a hacer papeles pequeños en teatro. Al cumplir 21 años decidió regresar a México. 
En 1986 participó en el festival Valores Juveniles, con su nombre real, Miguel Pitia, con una canción de su propia creación llamada “ Que mujer”.[cita requerida]
Conocido por sus participaciones en Telenovelas y Películas mexicanas. Inició su carrera artística en la telenovela del productor Carlos Sotomayor con el nombre Pasión y poder. Por su debut en esa telenovela recibió el premio como mejor revelación masculina de los premios TVyNovelas de 1989.
Después siguieron telenovelas como Teresa, Amor de nadie, Cuando llega el amor, Milagro y magia, La última esperanza, la exitosa telenovela La dueña y algunas más.
Ha trabajado con actrices como Delia Casanova , Angélica Rivera, Cynthia Klitbo, Barbara Mori, Leticia Calderón, Lucero, Salma Hayek y algunas más.
En el 2004 Miguel Pizarro quien acababa de participar en la telenovela Velo de Novia, invirtió todos sus ahorros de cinco años en una obra de teatro y así convertirse en empresario teatral, pero sus socios abusaron de la confianza del actor y huyeron con todo el dinero, y a él lo dejaron con las deudas.
Cuando Miguel regresó de un corto viaje, se dio cuenta de toda la situación, ya que la escenografía del teatro estaba en su casa arrumbada, entró en una crisis de desesperación y en un arrebato intentó suicidarse, tomando un filo y cortándose las venas, pero gracias a sus vecinos que lo salvaron, llegó a tiempo al hospital para curar sus cortadas.
Afortunadamente se recuperó de esa dolorosa situación y pudo salir adelante, con el apoyo de su familia y amigos más queridos, esto sin demeritar por supuesto, su gran amor por la vida, el arte y su profesión, integrándose al corto tiempo en la telenovela Rubí (2004), en donde realizó el papel de Loreto Corlioni. 
En 2007 - 2008 después de su participación en la telenovela de la productora Angelli Nesma con el nombre de Al diablo con los guapos regresa a las telenovelas con una participación especial en la telenovela del productor Roberto Gómez Fernández llamada Para volver a amar.
También en 2010 se integra al elenco de la telenovela Triunfo del amor al lado de actrices como Victoria Ruffo y Erika Buenfil.
Actualmente, además de realizar y participar en múltiples proyectos principalmente relacionados con teatro, televisión y artes, administra y dirige su propia escuela de Teatro en la Ciudad de Córdoba, Veracruz; lugar y recinto en el que se imparten diferentes cursos, entre ellos, Cursos de actuación y teatro principalmente en Verano e Invierno.

## Filmografía

### Telenovelas
- Los ricos también lloran (2022) .... Federico
- Médicos, línea de vida (2019) .... Esteban Zavala[1] villano estelar
- Triunfo del amor (2010-2011) .... Pipino Pichoni
- Para volver a amar (2010-2011) .... Andrés
- Al diablo con los guapos (2007-2008) .... Braulio Ramos
- La fea más bella (2007) .... Piloto
- Rubí (2004) .... Loreto Echagüe
- Velo de novia  (2003) .... Reynaldo Portillo
- Cómplices al rescate  (2002) .... Vicente
- Rayito de luz  (2000-2001) .... Hermano Cecilio Pérez
- Serafín  (1999) .... Joaquín
- Desencuentro  (1997-1998) .... Toni
- La antorcha encendida  (1996) .... José de la Cruz
- Luz Clarita  (1996) .... Roque
- La dueña  (1995) .... Octavio Acosta
- Agujetas de color de rosa (1994-1995)
- La última esperanza  (1993) .... Padre Juan Lamparero
- Milagro y magia  (1991) .... Adrián "El Coyote"
- Amor de nadie (1990-1991) .... Pablo Hernández
- Cuando llega el amor (1989-1990) .... Andrés Santana
- Teresa  (1989) ....  Raúl Solórzano
- Pasión y poder (1988) .... Pedro "El Tonto" Montenegro

### Cine
- Una maestra con Ángel (1994)
- Zapatos viejos (1993)
- El ganador (1992)

### Series de televisión
- La hora marcada (2023) .... Ian[2]
- Madre sólo hay dos (2021) .... Abogado Igor Santamarina
- Silvia Pinal, frente a ti (2019) .... Detective
- Sr. Avila (2018) .... Linares
- Señora Acero (2018) .... Venustiano Antolín
- El pantera (2007) .... El Curro
- Mujer, casos de la vida real (1985-2003) - Varios episodios
- Plaza Sésamo (1995-1997) .... Pablo
- Chespirito (1990) Un episodio como el Tripaseca de nombre Estanislao

## Premios y nominaciones

### Premios TVyNovelas
| Año  | Categoría                  | Programa/Telenovela | Resultado |
| ---- | -------------------------- | ------------------- | --------- |
| 1990 | Mejor actor joven          | Teresa              | Nominado  |
| 1989 | Mejor revelación masculina | Pasión y poder      | Ganador   |